# Rubiales (Teruel)
Rubiales is een gemeente in de Spaanse provincie Teruel in de regio Aragón met een oppervlakte van 27,42 km². Rubiales telt 50 inwoners (1 januari 2016).

## Demografische ontwikkeling
Bron: INE, 1857-2011: volkstellingen